# Protocalliphora rugosa
Protocalliphora rugosa är en tvåvingeart som beskrevs av Whitworth 2002. Protocalliphora rugosa ingår i släktet Protocalliphora och familjen spyflugor. Inga underarter finns listade i Catalogue of Life.